# 安宰亨
安宰亨（韓語：안재형，1965年1月8日—），韩国男子乒乓球运动员。他在1988年汉城奥运会中，参加了男子乒乓球比赛，并获得男子乒乓球比赛双打铜牌。
安宰亨的妻子焦志敏是原中国女子乒乓球运动员。其子安秉勋则是一位职业高尔夫球运动员。